# Gursarai
Gursarai es una ciudad y municipio situada en el distrito de Jhansi en el estado de Uttar Pradesh (India). Su población es de 26869 habitantes (2011). 

## Demografía
Según el censo de 2011 la población de Gursarai era de 26869 habitantes, de los cuales 14127 eran hombres y 12742 eran mujeres. Gursarai tiene una tasa media de alfabetización del 83,65%, superior a la media estatal del 67,68%: la alfabetización masculina es del 91,75%, y la alfabetización femenina del 74,75%.